# Klenovik
Klenovik – wieś w Słowenii, w gminie Škocjan. W 2018 roku liczyła 121 mieszkańców.